# Matilde Pretel
Matilde Pretel (1874-26 de noviembre de 1965) fue una soprano española.

## Trayectoria
Estudió en el Conservatorio de Valencia. La ópera nunca la interesó y se dedicó a la zarzuela. Se presentó en el Teatro de la Zarzuela de Madrid en 1890 en el papel de Roberto (que habitualmente siempre interpretaba una mujer) de La tormenta de Ruperto Chapí.
Sus cualidades musicales, así como su teatralidad y belleza física, hicieron de ella una de las preferidas del público y de los compositores. Ruperto Chapí escribió para ella Mujer y reina y El estreno, obras que se estrenaron en 1895 y 1999 respectivamente. Estuvo contratada en diferentes compañías zarzuelas: en el Teatro Príncipe Alfonso, en el Teatro Circo de Price, en el Teatro de la Comedia y finalmente en la Compañía del Teatro Apolo durante la temporada 1899-1900. Interpretó obras de Oudrid, Barbieri, Arrieta y Gaztambide, y estrenó La piel del diablo y Los buenos mozos de Chapí, El guardia de Corps de Bretón y La buenaventura de Guervós.
Su interpretación dio a conocer a un joven compositor valenciano, José Serrano, compositor de la Zarzuela El motete, donde estaba incluida la canción gitana, que según testigos de la época encantó al público. Por lo general, todas las piezas que ella interpretaba se hacían populares. En 1900 Matilde Pretel dejó el Teatro Apolo y actuó en varios puntos de la geografía española. Tuvo una compañía propia de zarzuela con el empresario Bonifacio Pinedo, pero en 1909 se retiró de la escena sin que se sepan exactamente los motivos, y se instaló definitivamente en Madrid. Prueba de su carácter decidido es que fue la primera mujer en Madrid que, en la época de los grandes moños, se cortó el pelo corto.